# Molophilus dicranostylus
Molophilus dicranostylus là một loài ruồi trong họ Limoniidae. Chúng phân bố ở miền Australasia.